# Темељко Барјактаревић
Темељко Барјактарeвић (око 1882, Башино Село — 1918, Солунски фронт) је српски четнички војвода у Старој Србији у време борби за Македонију почетком 20. века.

## Биографија
Рођен је у Башином Селу код Велеса, био је члан ВМРО до 1903. Након Илинденског устанка разочаран поступањем организације према његовом селу које се већински изјашњавало као српско, као Србин прилази српским четницима. Четнички војвода постао је 1904. и деловао је у кумановској околини. Године 1907. од стране Српске одбране послат је да формира чету у Тавору. Чета је имала важан задатак да штити српска патријаршиска села Пашанџиково, Кожље, Ново Село и Ржаничино са леве и Башино Село и Рудник са десне стране Вардара од напада чета ВМРО-а. Стратегијски положај овог рејона био је изузетно важан пошто је поред бабунских кланаца представљао једину могућу комуникацију и за српске и за чете ВМРО-а.
Барјактаревић је учествовао и у Балканским ратовима и у Првом светском рату. Умро је на Солунском фронту 1918.